# Судно бойового забезпечення

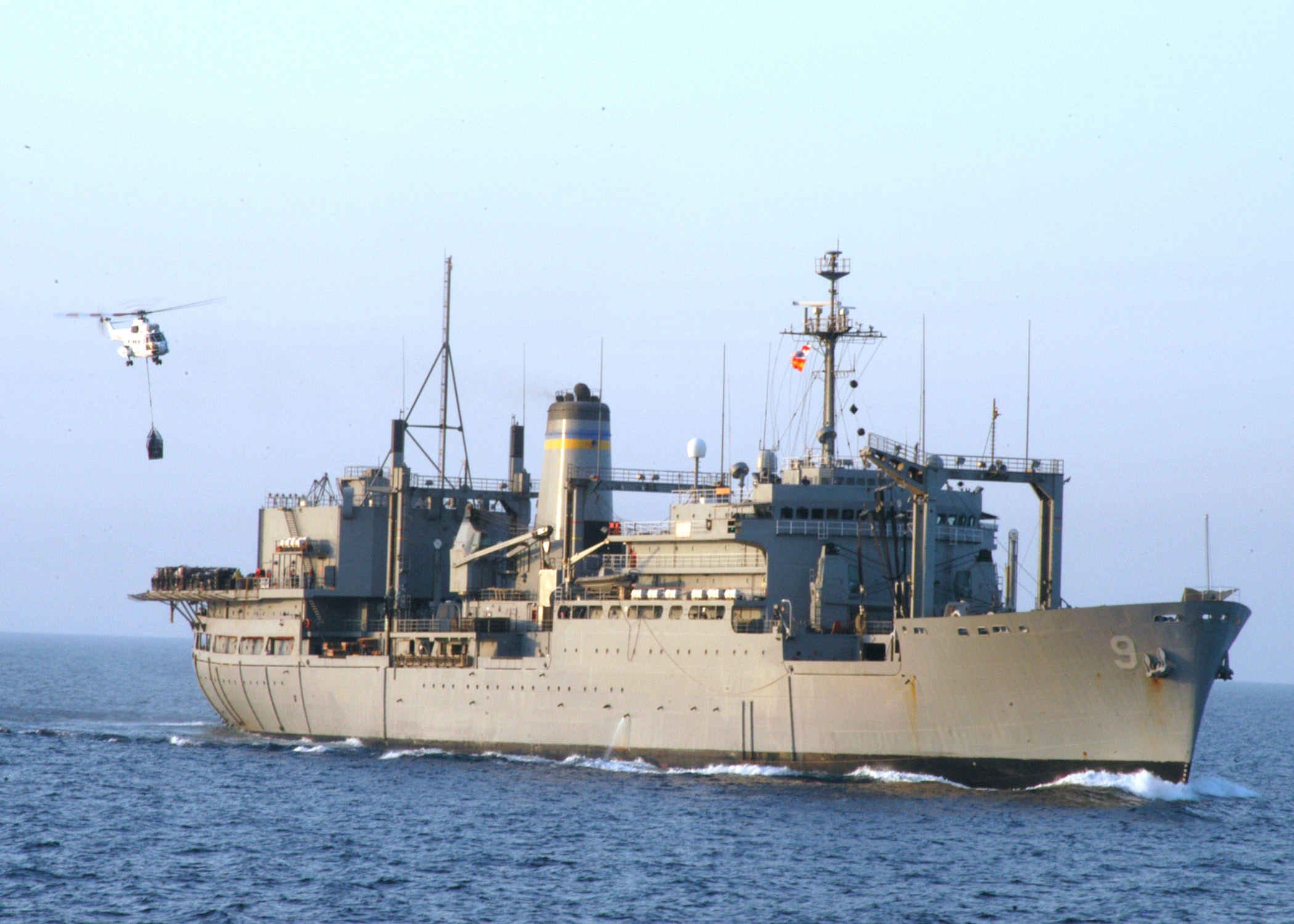
Судно бойового забезпечення типу Sirius USNS Spica

Судна бойового забезпечення  (англ. Combat stores ships) — у епоху вітрил та відразу після неї перевозили припаси та оснащення для флоту. Сучасні судна бойового забезпечення використовуються  ВМС США і Королівським військово-морським флотом. Вони забезпечувати постачання, у тому числі замороженим продовольством, консервами, запчастинами та авіаційним паливом бойові кораблі під час перебування у морі. Їх потрібно відрізняти від близьких за призначенням швидкохідних суден бойового забезпечення та плавучих баз.

## У епоху вітрил
Як Велика Британія, так і США використовували судна бойового забезпечення під час Війни 1812. Як під час війни США з Мексикою, так і під час Громадянської війни, захоплені ворожі судна, які не могли використовуватись у бою, часто залучались для забезпечення операцій флоту у місцях, де були відсутні дружні порти.